# BRAC
BRAC è una organizzazione non governativa internazionale che mira a combattere la povertà nel mondo benché operi principalmente in Bangladesh. Si tratta della più grande Ong del mondo, per numero di impiegati al mese di settembre del 2016. Fondata da Sir Fazle Hasan Abed nel 1972 a seguito della indipendenza del Bangladesh, BRAC opera in tutti i 64 distretti territoriali del Bangladesh come anche in 13 altri paesi in Asia (tra cui Pakistan, Nepal e Afghanistan), Africa (Uganda e Tanzania dal 2006, Liberia dal 2008) e America.
BRAC impiega circa 100,000 persone nel mondo, di cui circa il 70 percento sono donne; inoltre i suoi servizi di varia natura interessano più di 126 milioni di persone. L'organizzazione è in parte auto-finanziata anche attraverso un certo numero di imprese sociali, tra cui la catena di negozi al dettaglio Aarong, progetti Agro e vendita di sementa.

## Origini e Storia

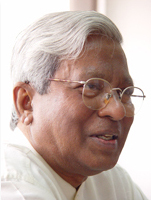
Sir Fazlé Hasan Abed, fondatore di BRAC

Conosciuta formalmente come "Bangladesh Rehabilitation Assistance Committee" e successivamente "Bangladesh Rural Advancement Committee" e "Building Resources Across Communities", BRAC è stata fondata nel 1972 da Sir Fazlé Hasan Abed a Shallah Upazillah nel distretto di Sunamganj come progetto per la riabilitazione e il sostegno dei rifugiati di guerra a seguito della Guerra di Liberazione Bengalese del 1971. 14.000 case sono state ricostruite grazie al progetto, come anche uno svariato numero di pescherecci sono stati risistemati; BRAC sostiene di aver portato a termine i piani di ricostruzione nel giro di 9 mesi, oltre all'apertura di un centro medico e la fornitura di altri servizi di prima necessità.

## Premi e Onorificenze
- Prima OGN al mondo, 2017 secondo NGO Advisor[9]
- Prima OGN al mondo, 2016 secondo NGO Advisor[10]